# Kees Kroesemeijer
Kees Kroesemeijer ist ein ehemaliger niederländischer Autorennfahrer.

## Karriere
Kees Kroesemeijer startete seine Rennfahrerkarriere Anfang der 1980er Jahre im Tourenwagensport. In der niederländischen Tourenwagenmeisterschaft gewann er 1980 mit einem VW Golf GTI in Zandvoort sein erstes Rennen in der Klasse Produktionswagen unter 1600 cm³.
Ein Jahr später trat er nochmals mit dem Golf GTI in der Meisterschaft an und gewann fünf der acht Rennen. Jedoch wurde Kroesemeijer disqualifiziert und der Titel ging an Evert Bolderheij.
1982 und 1983 setzte Kroesemeijer einen VW Scirocco GTI in der Tourenwagenmeisterschaft ein und gewann 1982 den Titel der Produktionswagen von 1300-1600 cm³. In der Rennsaison 1983 erreichte er den fünften Platz in der Jahreswertung.
Parallel zu seinen Tourenwagen-Rennen fuhr er 1982 beim 24-Stunden-Rennen von Spa-Francorchamps sein erstes Langstreckenrennen, das er mit seinen Fahrerkollegen nach einem Unfall vorzeitig aufgeben musste.
Von 1982 bis 1984 startete Kroesemeijer in einigen Läufen der Deutschen Rennsport-Meisterschaft (DRM). Zunächst fuhr er dort für das Team Kannacher GT Racing mit Rennwagen vom Typ URD C81 und URD C83. Ab 1984 startete er mit einem Porsche CK5 und Porsche 956 von Porsche Kremer Racing. Sein bestes DRM-Saisonergebnis erreichte er 1985 mit dem sechsten Platz.
Für das Team Kremer fuhr er 1984 und 1985 einige Rennen in der 1. Division der Interserie. Dort erreichte er 1984 im Porsche CK5 beim Rennen auf der AVUS seinen ersten Gesamtsieg mit einem Sportwagenprototypen.
Von 1983 bis 1985 ging er ebenfalls für Kremer Racing bei Läufen zur Sportwagen-Weltmeisterschaft an den Start. Dort erreichte er sein bestes Ergebnis zusammen mit Ludwig Heimrath senior und dessen Sohn beim 1000-km-Rennen von Mosport 1985 in einem Porsche 956 mit dem vierten Platz in der Gesamtwertung.
Sein letztes Rennen fuhr Kroesemeijer 1985 in der Interserie auf dem Nürburgring, das er mit einem fünften Platz beendete.

## Statistik

### 1000-km-Rennen auf dem Nürburgring-Ergebnisse
| Jahr | Team                  | Fahrzeug    | Teamkollege   | Platzierung | Ausfallgrund |
| ---- | --------------------- | ----------- | ------------- | ----------- | ------------ |
| 1984 | Porsche Kremer Racing | Porsche CK5 | George Fouché | Rang 15     |              |